# Tom & Jerry (игра)
Tom & Jerry (также известна как Tom & Jerry: Hunting High and Low; дословно рус. «Том и Джерри: Охота повсюду») — компьютерная игра в жанре платформера, разработанная компанией Magic Bytes и выпущенная в 1989 году для домашних персональных компьютеров Amiga, Atari ST и Commodore 64. 
Была перевыпущена позднее в том же 1989 году как Tom & Jerry 2 с практически тем же игровым процессом и для тех же систем, что и оригинал, а также для MSX, Amstrad CPC и ZX Spectrum.
Это первая компьютерная игра, основанная на одноимённом мультфильме.

## Сюжет
Игра не имеет чётко очерченной сюжетной линии, игроку предлагается одна из вариаций эпизодов одноимённого мультфильма, созданного Уильямом Ханной и Джозефом Барберой, который рассказывает о бесконечной вражде между домашним котом Томом и мышонком Джерри. 
В игре Джерри собирает сыр, который находится в пяти комнатах дома, в то время как Том пытается его поймать.

## Игровой процесс
Играя за Джерри, игрок путешествует по пяти комнатам дома в поисках сыра. У игрока есть ограничение по времени, чтобы съесть весь сыр, а также он должен уклониться от Тома, который хочет навредить Джерри. Если Том схватит Джерри, игрок теряет 30 секунд времени. Игрок проигрывает, если лимит времени истечет до того, как будет съеден весь сыр.
Как и в мультфильме, Джерри может использовать против Тома самые разные предметы. Сюда входят шары для боулинга и вазы, которые можно ронять Тому на голову с полки, а также банановые кожуры, которые можно положить на пол, чтобы Том поскользнулся. Чтобы добраться до полки, игрок должен запрыгнуть на диван, подняв Джерри в воздух. Игрок также может включить радио или телевизор, чтобы отвлечь Тома. Чтобы уклониться от Тома, игрок также может войти в мышиные норы, которые проведут Джерри через туннели, что представляет собой дополнительную игру с непрерывной прокруткой.
Находясь в туннелях, игрок должен уклоняться от бомб, брошенных внутрь Томом. Игрок также может собирать сыр в туннелях, чтобы восстановить потерянное время. Туннели соединяются с каждой комнатой дома.

## Рецензии и оценки
| Иноязычные издания       | Иноязычные издания                    |
| Издание                  | Оценка                                |
| ------------------------ | ------------------------------------- |
| ACE                      | 179/1000 (Amiga)                      |
| Amiga Computing          | 51 % (Amiga)                          |
| Amiga Joke               | 57 % (Tom & Jerry 2)                  |
| Amiga User International | 25 % (Amiga)                          |
| CU Amiga-64              | 26 % (Amiga) 25% (C64)                |
| The Games Machine        | 47 % (Amiga) 45% (Atari ST) 41% (C64) |
| .info                    | (Amiga/C64)                           |
| Power Play               | 32/100 (Amiga)                        |

Игра получила, в основном, средние оценки и ниже средних.
Несколько критиков назвали игру «разочарованием», а Энди Смит из ACE заявил, что поклонники мультфильма тоже «будут разочарованы игрой».
Tom & Jerry получила положительные отклики за качество графики, особенно на Amiga, в то время как рецензенты Zzap!64 сочли версию C64 графически лучшей из всех изданий. Издание Games Machine посчитало версию для C64 худшей из всех, раскритиковав «яркие кричащие фоны» и заявив, что Джерри изображен пропорционально почти таким же большим, как Том. Amiga User International (AUI) критически отнеслась к графике и звуку. Некоторые критики заявили, что версия для Amiga имела более качественную музыку по сравнению с версией для C64, хотя Марк Хили из CU Amiga-64 считал, что версия для Amiga содержит плохую имитацию музыкальной темы «Том и Джерри».
Геймплей подвергся критике со стороны рецензентов, которые назвали его скучным и однообразным. Гордон Гамлетт из Your Amiga заявил, что «на самом деле в игре нет никакого смысла, и я имею в виду это в буквальном смысле. Здесь вообще не ведется подсчет очков, поэтому вы никогда не узнаете, насколько хорошо вы справились». AUI раскритиковал «слабый игровой дизайн». Критике также подверглось неудобное управление. Смит описал игру как «почти неиграбельную». Хели охарактеризовал игровой процесс как сочетание «очень скучного» и «очень сложного».
Переиздание, названное Tom & Jerry 2, подверглось критике за повторное использование элементов оригинальной игры. Карстен Боргмайер из Amiga Joker раскритиковал отсутствие улучшенного управления и посчитал продолжение клоном оригинала.